# Марголин, Аркадий Давидович
Аркадий Давидович Марголин (21 мая 1929, Харьков — 03 октября 2007, Москва) — советский и российский физик, специалист в области химической физики и физики горения и взрыва, доктор физико-математических наук, профессор МФТИ, соросовский профессор.

## Биография
Аркадий Давидович Марголин родился 21 мая 1929 года в Харькове Украинской ССР в семье служащих. В том же 1929 году семья переехала в Москву. Отец — Марголин Давид Аронович, родился в 1883 году в г. Мозырь (Белоруссия), умер в 1968 году в Москве. Мать — Марголина Фаня Абрамовна, родилась в 1899 году в г. Дубровно (Белоруссия), умерла в 1988 году в Москве. С 1941 по 1944 год семья находилась в эвакуации в селе Дюртюли в Башкирии.
В 1947 году он поступил на физико-технический факультет МГУ, который во время его учёбы был преобразован в Московский физико-технический институт, и закончил его в 1953 году по специальности «экспериментальная физика» в числе второго выпуска МФТИ. После окончания МФТИ с 1953 по 1954 год работал в должности инженера в Специальном конструкторском бюро министерства строительных материалов, однако затем при помощи Дубовицкого Ф. И. перешёл на работу в Институт химической физики АН СССР на должность младшего научного сотрудника в лабораторию горения, заведующим которой был Похил П. Ф.
В 1961 году защитил кандидатскую, а в 1968 году — докторскую диссертацию. В Московском физико-техническом институте преподавал на кафедре физики горения и взрыва с 1967 года, сначала как доцент, а с 1976 года как профессор по специальности «химическая физика, в том числе физика горения и взрыва». Возглавлял секцию Научного совета по горению Российской Академии наук.
Вся научная деятельность А. Д. Марголина была связана с отделом горения Института химической физики, где он проработал с 1954 года по 2007 год, возглавляя лабораторию горения.

## Научная деятельность
Большинство ранних работ, выполненных Марголиным в лаборатории горения ИХФ РАН, были посвящены исследованию горения порохов и взрывчатых веществ. А. Д. Марголин был одним из ведущих специалистов по теории горения в СССР. Цикл работ по вибрационному горению позволил разработать способы управления устойчивостью горения в твердотопливных ракетных двигателях и горелках печей, применяемых в химической промышленности.
Наиболее известные работы Марголина связаны с исследованием критических явлений и пределов горения конденсированных веществ в различных условиях. В частности, он установил критерий перехода горения порошкообразных и пористых взрывчатых веществ во взрыв, развил теорию горения порохов в условиях невесомости и перегрузок. Совместно с В. Г. Крупкиным им была создана теория критических условий горения полимеров и изделий из них, а совместно с Г. Н. Мохиным — теория воспламенения тел сложной геометрической формы.
В 1970-е годы совместно с В. М. Шмелёвым им были созданы газодинамические и электроразрядные лазеры на продуктах горения газообразных и твёрдых химических топлив.

### Публикации
- Марголин А. Д. Об устойчивости горения пористых взрывчатых веществ // Доклады АН СССР. 1961. Т. 140, № 4 — С. 867—869.
- Марголин А. Д. О ведущей стадии горения // Доклады АН СССР, 1961. Т. 141, № 5, С. 1131—1134.
- Марголин А. Д., Крупкин В. Г. Предельные условия горения полимеров в окислительной атмосфере // Доклады АН СССР. 1981. Т. 257, № 6, с. 1869—1873.
- Марголин А. Д., Мохин Г. Н., Крупкин В. Г. Зажигание клина и конуса потоком тепла при гомогенной реакции // Физика горения и взрыва, 1990. Т. 26, с. 21-27.
- Шмелев В. М., Марголин А. Д., Василик Н. Я. и др. Неэлектрический метод накачки твердотельных лазеров // Журнал технической физики, 1998, Т. 68, N 9. С. 67-70.